# Культура Кургана

## Библиотеки
В Кургане функционируют несколько десятков библиотек. Наиболее крупные библиотечные организации — Курганская областная универсальная научная библиотека им. А. К. Югова — крупнейшая библиотека в Курганской области. Первая народная библиотека в Кургане открылась в 1894 году. Центральная библиотечная система объединяет все библиотеки города Кургана, основана в 1975 году.
В ноябре 2017 года в Кургане открылась библиотека—музей «Жизнь замечательных людей» — первый в России культурно-досуговый объект, который не только хранит книги, но и рассказывает об истории книг, исторических личностях. Среди экспонатов библиотеки—музея и зауральские авторы — Анатолий Агарышев и Алексей Югов.

## Музеи
В городе действует около 10 различных областных музеев и филиалов, а также много музеев на базе образовательных учреждений, организаций и предприятий. Самым старым музеем считается Курганский областной краеведческий музей, музей существует уже 63 года.

## Театры
Первый профессиональный театр в Кургане появился в 1943 года на базе труппы Шадринского государственного драматического театра. В настоящее время в Кургане действует 4 театра, многие из них проводят гастроли не только в России, но и за рубежом. Затем через 5 лет был основан Курганский театр кукол «Гулливер», позднее были открыты Народный театр-студия «Суббота», Народный театр-студия «Суббота+», а также Курганский театр огня «ЖАRRА».

## Кино

### Кинотеатры
В Кургане находится 3 действующих кинотеатра, старейший из которых — «Современник», самый вместительный — «MEGAFILM». Со времен открытия первого кинотеатра в Кургане прошло более 100 лет, в период 1980—2000-хх годов в Кургане было закрыто около 15 кинотеатров. В последнее время новые кинотеатры открываются, как правило, в торгово-развлекательных центрах.

## Музыка
- Курганская областная филармония — филармония с концертным залом на 1100 мест, и камерным залом на 180 мест.

В Кургане основаны музыкальные коллективы которые стали известны на всю страну. Наибольшей популярности добились «Чужие Сны», «Психея» и другие.
В Кургане есть центры развития современного танца, в городе работают танцевальные команды:
- Курганская школа современного танца «PARADOX»;
- Курганский театр танца «Авиаль».[6]

## Парки культуры, отдыха и развлечений
- Центральный парк культуры и отдыха — главный парк города, популярное место для проведения массовых праздников. Парк находится на острове, вокруг него протекает Тобол. В парке располагаются: детская железная дорога, пляжный стадион, фонтан, мостик влюбленных, обелиск Победы, скалодром, скульптура Русалка, Аллея «HAPPY», скульптура Нептун, скульптура Древнерусские воины, памятник уходящим технологиям.

Несмотря на плотную застройку, в черте города находится большое количество садов, скверов и парков, самые известные — парк Победы, городской сад, молодёжный сквер.

## КВН
- Поп Корн[7] — команда выступала в Северной Лиге КВН.
- Сборная педагогов Курганской области[8] — команда выступает в Зауральской Лиге КВН.
- Сборная Кургана город Москва[9].